# Óscar Carmelo Sánchez
Óscar Carmelo Sánchez Zambrana (Cochabamba, 16 de julio de 1971-La Paz, 23 de noviembre de 2007) fue un futbolista boliviano que se desempeñaba en la posición de defensa central.

## Trayectoria
Hizo sus primeras armas en el club Aurora de Cochabamba posteriormente por gestiones del dirigente Raúl Sáenz llega a The Strongest que era dirigido por el director técnico peruano Moisés Barack.
En 1997 fue comprado por Gimnasia y Esgrima de Jujuy durando tan solo una temporada, para luego ser comprado por uno de los cinco grandes de la Argentina, Independiente, en el rojo duro hasta 1999, cuando una lesión en la rodilla lo marginó del primer equipo, llevándolo a ser cedido a su club de origen, The Strongest. Posteriormente vistió la camiseta del Club Bolívar entre 2002 y 2006, en este club Oscar Sánchez, obtuvo 4 títulos de Liga y en el cual también disputó la final de la Copa Sudamericana del año 2004, quedando subcampeones.
Durante el Torneo Apertura 2007 se desempeñó como director técnico de The Strongest. Luego de que le fuera extirpado su riñón se retiró del cargo.
Su fallecimiento ocurrió el 23 de noviembre de 2007 debido a un tumor renal, ocasionado por un cáncer de riñón que no pudo superar.

## Selección nacional
Llegó a ser capitán de la selección Boliviana que jugó el Mundial de Estados Unidos, la Copa América de 1995, 1997 y 1999 siendo el capitán del equipo en gran parte de su estadía en la selección.

### Participaciones enCopas del Mundo
| Mundial                        | Sede           | Resultado      | PJ                               | Goles |
| ------------------------------ | -------------- | -------------- | -------------------------------- | ----- |
| Copa Mundial de Fútbol de 1994 | Estados Unidos | Fase de grupos | 0 (los 3 partidos como suplente) | 0     |

### Participación enCopa FIFA Confederaciones
| Torneo                    | Sede   | Resultado      | PJ | Goles |
| ------------------------- | ------ | -------------- | -- | ----- |
| Copa Confederaciones 1999 | México | Fase de grupos | 2  | 0     |

### Participaciones enCopas América
| Torneo                 | Sede                   | Resultado              | PJ | Goles |
| ---------------------- | ---------------------- | ---------------------- | -- | ----- |
| Copa América 1995      | Uruguay                | Cuartos de final       | 3  | 1     |
| Copa América 1997      | Bolivia                | Subcampeón             | 5  | 0     |
| Copa América 1999      | Paraguay               | Fase de grupos         | 1  | 0     |
| Total en Copas América | Total en Copas América | Total en Copas América | 9  | 1     |

### Participaciones enEliminatorias al Mundial
| Eliminatoria                                | Sede                   | Posición               | Resultado              | PJ                                | Goles |
| ------------------------------------------- | ---------------------- | ---------------------- | ---------------------- | --------------------------------- | ----- |
| Eliminatorias Mundial de USA 1994           | Estados Unidos         | 2°lugar 11pts Grupo B  | Clasificado            | 0 (2 convocatorias como suplente) | 0     |
| Eliminatorias Mundial de Francia 1998       | Francia                | 8°lugar 17pts          | Eliminado              | 13                                | 0     |
| Eliminatorias Mundial de Corea y Japón 2002 | Corea del Sur y Japón  | 7°lugar 18pts          | Eliminado              | 7                                 | 0     |
| Eliminatorias Mundial de Alemania 2006      | Alemania               | 10°lugar 14pts         | Eliminado              | 12                                | 0     |
| Total en Eliminatorias                      | Total en Eliminatorias | Total en Eliminatorias | Total en Eliminatorias | 32                                | 0     |

## Clubes
| Club                        | País      | Año       |
| --------------------------- | --------- | --------- |
| The Strongest               | Bolivia   | 1991-1997 |
| Gimnasia y Esgrima de Jujuy | Argentina | 1997-1998 |
| Independiente               | Argentina | 1998-1999 |
| The Strongest               | Bolivia   | 2000-2001 |
| Bolívar                     | Bolivia   | 2002-2006 |
| The Strongest               | Bolivia   | 2007      |